# 纸片马力欧 超级贴纸
《紙片瑪利歐 超級貼紙》（中国大陆又译作）是2012年推出的电子角色扮演游戏，对应任天堂3DS平台。游戏由Intelligent Systems开发，是纸片马里奥系列的第4作，也是系列的首款掌上机游戏。玩家需要操控一張薄薄的紙片瑪利歐，去打擊邪惡的庫巴，以進行遊戲。
游戏在2013年12月6日发售了官方中文版，在2016年11月发售的《精灵宝可梦 太阳／月亮》之前，本作在3年的时间里一直是任天堂在港台区任天堂3DS上发售的最后一款实体版中文游戏，也是最后一款中国大陆版行货神游3DS XL可以兼容运行的中文游戏。

## 玩法
游戏中事物主要由纸片构成，玩家操控主角纸片马力欧，利用纸片的性质过关。玩家要撕下每关中隐藏的贴纸。
游戏戰斗为回合制。玩家要选择合适的贴纸，并抓好時機按键提升攻擊力防守。此外玩家也可以选择逃走。战斗每回合一般只能使用一张贴纸，后期开启轉轉樂可能使用至多三张贴纸。

## 评价
《纸片马力欧 超级贴纸》所获评价褒贬不一，在Metacritic的汇总得分为75/100，是紙片瑪利歐系列历代最低分。
游戏2012年日本销量为40.2万，到2013年3月31日时全球总销量197万。